# Lafayette (condado de Madison)
Lafayette es un lugar designado por el censo (en inglés, census-designated place, CDP) del condado de Madison, Ohio, Estados Unidos. Según el censo de 2020, tiene una población de 206 habitantes.

## Geografía
Está ubicado en las coordenadas 39°56′27″N 83°24′20″O / 39.94083, -83.40556. Según la Oficina del Censo, tiene una superficie de 2.71 km², correspondientes en su totalidad a tierra firme.

## Demografía
Según el censo de 2020, hay 206 personas residiendo en la zona. La densidad de población es de 76.01 hab./km². El 85.92% de los habitantes sonblancos, el 2.91% son afroamericanos, el 0.49% es amerindio, el 0.97% son asiáticos, el 0.49% es de otra raza y el 9.22% son de una mezcla de razas. Del total de la población, el 0.49% es hispano o latino.